# Jean-Michel Meurice
Pour les articles homonymes, voir Meurice.
 (mars 2013).
Si vous disposez d'ouvrages ou d'articles de référence ou si vous connaissez des sites web de qualité traitant du thème abordé ici, merci de compléter l'article en donnant les références utiles à sa vérifiabilité et en les liant à la section « Notes et références ».
Jean-Michel Meurice, né le 6 décembre 1938 à Lille et mort le 27 septembre 2022 à Paris, est un artiste-peintre et réalisateur français.
Auteur de nombreux films documentaires, le grand prix national de la création audiovisuelle lui est décerné en 1992.

## Biographie
Jean-Michel Meurice naît le 6 décembre 1938 dans une famille de médecins. Il est élève de l’école supérieure des beaux-arts de Tournai en Belgique où l’enseignement très libre lui permet de vite progresser. Cette formation, riches de découvertes artistiques, l’aura rendu définitivement attentif tant aux œuvres des autres artistes qu’aux choses environnantes.
Le service militaire en Algérie, comme officier à l’état major d’Alger, lui octroie une certaine liberté qu’il met à profit pour continuer à peindre. De cette période, il conclura plus tard : « C’est là que j’ai construit le socle de tout ce qui a suivi. C’est là que je me suis construis une vision, une boussole.1 »  Mais sa rencontre avec Pierre Soulages, lors de sa première exposition, sera pour lui un tournant décisif. Les encouragements du peintre l’amènent à se sentir vraiment artiste. Dorénavant, selon les mots de Picabia qui lui sont rapportés, il va « prendre la peinture par les cornes »2.
Sa jeunesse est marquée par une double passion : la peinture et le cinéma, lesquels vont devenir les deux domaines dans lesquels il va s’investir entièrement.
Ses œuvres sont exposées dans de nombreux musées (Centre National des Arts Plastiques Paris, Musée d'Art moderne de Saint-Étienne, Musée Fabre, Fondation Maeght, Musée des Beaux-Arts de Lille, Musée de l'Ermitage, Galerie Nationale du Jeu de Paume, Musée Rio de Janeiro, Musée national centre d'art Reina Sofía, Musée d'Art contemporain de Tokyo...) et dans le monde entier (Europe, États-Unis, Canada, Japon, Russie) . Elles font partie, entre autres, des collections du Centre Georges Pompidou à Paris. Une exposition fut organisée en 1999 au Palais des Expositions de Rome, intitulée "Les Années Support/Surfaces dans les collections du Centre Georges Pompidou". Plus récemment, le musée Fabre à Montpellier lui a consacré une rétrospective de janvier à avril 2018.

### Le peintre
Concernant la peinture et franchissant rapidement le pas vers l’abstraction, Jean-Michel Meurice va assez vite réaliser des œuvres de grands formats, imaginées virtuellement quelque temps avant mais impossibles à réaliser dans sa chambre exigüe de soldat. Les bandes horizontales qu’il peint sur des toiles posées à terre et dépourvues de châssis sont un rappel direct des tissus bayadère qu’il admire tant mais elles sont surtout le procédé émancipateur par lequel la peinture se soustrait à sa fonction de représentation et d’illustration. « Degré zéro de la peinture » ou encore « refus de la composition, du signe, du geste qualifié, au bénéfice d’un simple mécanisme »3. De tels travaux, réalisés vers le milieu des années 1960, ceux à venir, comme les Vinyls, les Pénélopes, les Cornières, les Angles de plafond… rapprochent de deux mouvements contemporains – BMPT et Supports/Surfaces – auxquels il n’adhère pas officiellement mais avec lesquels il partage la même conception de la peinture et de la pratique artistique. Mais ses affinités le poussent davantage vers les artistes de Supports/Surfaces avec lesquels il exposera souvent. La déconstruction des données de la peinture telle que prônée comme fin en soi par BMPT est, au contraire, une phase nécessaire mais pas irréversible chez les seconds qui, comme Meurice, travaillent à sa reconstruction. C’est ce que disent les œuvres des années suivantes, ses céramiques, ses peintures réalisées in situ comme dans un des corridors du musée Picasso à Antibes. Ses œuvres récentes poursuivent ce long travail de réhabilitation et les motifs floraux auxquels il a souvent recours témoignent de sa fidèle attention à la peinture et aux papiers découpés de Matisse mais aussi aux propositions coloristes de Mark Rothko, à celles plus incisives de Lucio Fontana et, plus près de nous, à celles de Simon Hantaï.
En 1978 il a créé deux décors pour des vases en porcelaine à la Manufacture nationale de Sèvres. Il a notamment réalisé l'affiche de l'édition 1996 des Internationaux de France de tennis.

### Le réalisateur
Tout juste rentré d’Algérie, Jean-Michel Meurice fait ses premières expériences dans le domaine du cinéma. Opérateur de prise de vues pour le film d’Eric Rohmer, La Boulangère de Monceau (1962). « Très tôt fasciné par le cinéma, il était inévitable que j’aie envie d’en faire. La Nouvelle Vague venait d’apparaître et j’y voyais une grande liberté d’écriture, une vérité, une sincérité qui m’ouvraient une voie naturelle.4 » Ses premiers films sont consacrés à l’art et diffusés à la télévision. Puis, simultanément aux sujets de société, Meurice entreprend une série de films sur « la peinture en train de se faire », celles des artistes qu’il aime : Bram van Velde, Simon Hantaï, Pierre Soulages, Zao Wou-Ki , Gérard Schneider… Tous ces films, d’une grande sensibilité, ont été vus par des centaines de milliers de téléspectateurs dans le cadre des émissions intitulées Voir ou Des Formes et des couleurs.
Concomitamment, Meurice tourne des films sur des sujets sociaux, politiques ou économiques. L’Islam en URSS en 1971, Algérie' en 1972, L’Affaire Wallenberg en 1982 pour TF1, Mafia Rouge (1992), Tibet, Histoire d’une tragédie (1995), L’Orchestre noir'k (1998), Le Vrai Pouvoir du Vatican (2000), tous diffusés sur les grandes chaînes de télévision.

### A l’origine de La Sept (Arte)
La fréquentation de la télévision par Jean-Michel Meurice va amener ce dernier à œuvrer en faveur de la création d’une chaîne de télévision à vocation européenne, La Sept (aujourd’hui Arte). Sa rencontre avec Georges Duby fut décisive dans l’élaboration du projet. Autour de l’historien dont Meurice apprécie particulièrement le calme, la lucidité aiguë et l’humanisme épanoui se sont retrouvés Pierre Bourdieu, Pierre Boulez, Michel Guy, Jean Dausset, Françoise Héritier lesquels ont assuré, avec Jean-Michel Meurice, un précieux et protecteur magister. Tous ces talents réunis ont mené à bien ce beau projet pour aboutir, selon les mots de l’artiste, 

« [à] une chaîne neuve et investie d’une mission claire de service public, indépendante par son financement. Un outil complémentaire par ses moyens des services d’éducation et de culture. »

### Décès
Jean-Michel Meurice meurt le 27 septembre 2022 à son domicile parisien à l'âge de 83 ans.

## Décoration
- Commandeur de l'ordre des Arts et des Lettres au titre d'« artiste peintre, producteur de télévision » (2010)[3].

## Œuvres

### Peinture
- Grande Belladone, 1977, huile sur toile libre, 240 × 500 cm, musée d'art de Toulon.
- Cornière coupée, 1978, deux parties, sérigraphie sur toile rehaussée et montée sur bois, 69 × 14 × 14 cm, musée d'art de Toulon.

### Télévision
- Algérie, notre histoire, 2011
- Le Vrai Pouvoir du Vatican, 2010, 108 minutes (en deux parties).
- Noire Finance, 2012
- Tout sur mon père Max Linder, 2013, documentaire consacré à Maud Linder
- Le Système Octogon, 2007
- Elf, 2000 (film en 2 parties) avec Laurence Dequay et Fabrizio Calvi : Les chasses au trésor, 87 min + Une Afrique sous influence 2h16) - Prix de l’enquête documentaire au Festival international du Scoop d’Angers
- Série Noire au Crédit Lyonnais, 1999 - Lauriers de la radio et de la télévision, Club audiovisuel de Paris
- L'orchestre noir, 1998 - coécrit avec Fabrizio Calvi
- Palestine, histoire d'une terre, 1993
- Dernières nouvelles de la mafia, 1997, 40 min, coécrit avec Fabrizio Calvi
- Autopsie d'un massacre, 1996, 90 min, coécrit avec Fabrizio Calvi
- Familles macabres, 1995, 90 min, coécrit avec Fabrizio Calvi
- La parade des saigneurs, 1994, coécrit avec Fabrizio Calvi
- Mafia rouge, 1990
- Pierre Soulages, 1979-80, 55 minutes, 35 mm couleur (Grand Prix du Festival du film d'art, Paris, 1982)
- Simon Hantai, 1977
- Les gravures de Pierre Soulages, séquence du magazine de la 3e chaîne, 9 décembre 1974
- Bram Van Velde, 1970
- Sonia &
- Robert Delaunay, 1965
- Voir : Pierre Soulages, 1966
- Bram Van Velde, 1963
- Art vivant : Pierre Soulages, 1963
- Zao Wou Ki, 1960

Principaux ouvrages cités
Plein cadre Jean Michel Meurice entretien avec Maurice Fréchuret, Paris, Beaux Arts de Paris, 2017, 264p.  (ISBN 978-2-84056-527-7)
Paul Louis Rossi, Jean-Michel Meurice Couleur pure, Paris, Éditions Péregrines/le temps qu'il fait, 2006,176p. (ISBN 2-906518-46-8)
Jean Michel Meurice , Saint-Étienne Musée d'Art et d'Industrie, mars avril 1975, p.  (ISBN 978-2-84056-527-7)
Notes
1. Plein cadre Jean Michel Meurice entretien avec Maurice Fréchuret, Paris, Beaux Arts de Paris, 2017, p. 16.
2.Ibid. p. 16.
3.Ibid. p. 22.
4.Ibid. p. 36.